# Infanterie-Division Ferdinand von Schill
La Infanterie-Division Ferdinand von Schill fu una divisione dell'esercito tedesco attiva durante la seconda guerra mondiale. 

## Storia
La divisione venne costituita il 24 aprile 1945 presso Magdeburgo e venne schierata in difesa del fiume Elba contro le truppe americane, poi si trasferì tra Wittemberg e Potsdam e verso la fine del mese raggiunse il lago Schwielochsee riaprendo per poco tempo l'accerchiamento sovietico intorno Berlino. Agli inizi di maggio si ritirò di nuovo verso l'Elba dove si consegnò alle truppe americane e successivamente i membri della divisione vennero consegnati alle truppe dell'Armata Rossa e internati in Unione Sovietica.

## Ordine di battaglia[2]
- Grenadier-Regiment Schill 1
- Grenadier-Regiment Schill 2
- Artillerie-Regiment Schill 3
- Sturmartillerie-Brigade Schill
- Sturmgeschütz-Brigade 394
- Füsilier Bataillon
- Nachrichtenabteilung
- Pionierkompanie

## Comandanti
- Oberstleutnant Alfred Müller (24 aprile 1945 - maggio 1945)[2]